# Йоан Одель
Йоан Одель (фр. Johan Audel, нар. 12 грудня 1983, Ніцца) — французький футболіст, нападник.
Виступав, зокрема, за клуби «Штутгарт» та «Нант», а також національну збірну Мартиніки.

## Клубна кар'єра
Йоан Одель народився і виріс в Ніцці в родині вихідців з Мартиніки. Розпочав грати у футбол в клубі La Trinité Sport, а 2000 року приєднався до молодіжної академії місцевої «Ніцци», але за першу команду так і не зіграв жодного матчу.
В червні 2004 року Йоан перейшов в «Лілль», підписавши перший професійний контракт. Одель зіграв в 15 матчах Ліги 1 у сезоні 2004/05 який забив два голи. З клубом  Одель в тому сезоні виграв Кубок Інтертото, а також став віце-чемпіоном Франції. Крім цього Одель зіграв шість ігор у Кубку УЄФА і допоміг команді зайняти першу сходинку в своїй групі, випереджаючи «Севілью». Лише в 1/8 фіналу «доги» вилетіли від іншої французької команди «Осер» (0:1, 0:0).
У наступному сезоні Одель на правах оренди грав за «Лор'ян» в Лізі 2 (30 ігор, 8 голів) і допоміг команді Крістіана Гуркюффа вийти до вищого дивізіону.
Перед початком сезону 2006/07 Одель повернувся в «Лілль», з яким дебютував у Лізі чемпіонів, зігравши два матчі і забивши один гол (проти «Работнічок» в попередньому раунді), дійшовши з командою до 1/8 фіналу. В чемпіонаті ж ситуація була не такою вдалою і Одель зіграв лише 4 матчі і забив один гол.
Влітку 2007 року Йоан перейшов в «Валансьєнн» з Ліги 1. Вже в своєму дебютному матчі за клуб він відзначився хет-триком у воротах «Тулузи» (3:1). Протягом трьох років Одель був одним з провідних гравців клуба, зігравши 77 матчів і забивши 23 голів.
9 серпня 2010 року Одель вперше покинув Францію і підписав контракт на три роки зі «Штутгартом» з Бундесліги, який заплатив за гравця 2,5 млн. євро. За «швабів» Йоан дебютував 14 серпня в першому раунді Кубка Німеччини проти «Бабельсберга», замінивши на 59 хвилині Тімо Гебгарта. 22 серпня француз дебютував за клуб у Бундеслізі в матчі з «Майнцом». Проте зігравши лише три матчі в чемпіонаті за першу команду «Штутгарта», Одель отримав серйозну травму, через яку пропустив увесь сезон.. Після відновлення Йоан більше не виступав за перш команду і провів всього шість матчів за резервну команду клубу.
2 вересня 2013 року Одель повернувся до Франції і був відданий в оренду в «Нант» до червня 2014 року з правом викупу. 13 грудня 2013 року дебютував за клуб у Лізі 1 в матчі проти «Марселя» (1:0). 20 квітня 2014 року Одель забив перший гол за «Нант» у матчі проти своєї колишньої команди «Валансьєнн» (6:2). У своєму першому сезоні в клубі гравець провів 11 матчів  і забив один гол, після чого 24 травня 2014 року французький клуб викупив контракт гравця.
10 серпня Одель підписав контракт на один рік з можливістю продовження ще на один сезон з клубом «Бейтар» (Єрусалим). У той же день дебютував за команду, вийшовши на заміну в матч з клубом «Хапоель Ашкелон» на Кубок Тото. 17 серпня дебютував за клуб у єврокубках в матчі з «Сент-Етьєном» (1:2) в рамках кваліфікації Ліги Європи. 21 серпня дебютував за «Бейтар» у чемпіонаті, вийшовши на заміну в матчі проти  «Маккабі» (Петах-Тіква). 24 квітня 2017 року Одель був звільнений з команди. Всього за цей час встиг відіграти за єрусалимську команду 12 матчів в національному чемпіонаті.

## Виступи за збірну
Маючи мартиніканське коріння, 2016 року Одель вирішив виступати за збірну своїх батьків і 1 червня 2016 року дебютував в офіційних матчах у складі національної збірної Мартиніки у відбірковому матчі на Карибський кубок проти Гваделупи (2:0). 
Наступного року у складі збірної був учасником розіграшу Золотого кубка КОНКАКАФ 2017 року у США, зігравши у всіх трьох матчах команди.
Наразі провів у формі головної команди країни 6 матчів, забивши 1 гол.

## Особисте життя
Має молодшого брата Т'єррі, який також став футболістом.